# Chevalier de Bernetz
Pour les articles homonymes, voir Bernetz.
Le Chevalier de Bernez, né Félicien de Bernez, est un officier français né à Neufvy-sur-Aronde, (Château du Bout-du-Boy), Oise en 1725. Il est commandant du second bataillon du Régiment Royal-Roussillon de l'armée de Montcalm et membre du conseil de guerre, tenu le 15 septembre 1759 par Jean-Baptiste Nicolas Roch de Ramezay, à Québec.